# Max Eitingon
Max Eitingon (26 de junio de 1881, Mogilew, Rusia - 30 de julio de 1943, Jerusalén) fue un médico y psicoanalista. Desde 1925 y hasta 1932 ejerció como Presidente de la Asociación Psicoanalítica Internacional.

## Biografía
Max Eitingon fue el cuarto hijo de Chaim Eitingon, un exitoso comerciante peletero, conocido como «el Rey de las Pieles de Brühl» y de Chasse Alexandra Lifschitz.
A sus doce años, la familia se muda a Leipzig, estudiando en colegios privados, y en las universidades de Halle, Heidelberg y Marburgo — profundizando la filosofía con el neokantista Hermann Cohen — antes de estudiar medicina en la Universidad de Leipzig en 1902.
Eitingon trabajó con Eugen Bleuler en Zúrich y fue - aún antes de Carl Gustav Jung - el primer psiquiatra en tomar contacto con su colega Sigmund Freud por el nuevo método de psicoanálisis desarrollado por este último. Fue analizado brevemente por Freud, antes de establecerse en Berlín en 1910.
A partir de 1919 fue miembro del «Comité Secreto», al que pertenecían los colaboradores más estrechos de Freud. Junto a Karl Abraham fundó en 1920 el policlínico psicoanalítico de Berlín, la primera institución de este tipo a escala mundial, que ofrecía tratamiento psicoanalítico también a los pacientes sin recursos. Eitingon financió con cuantiosos recursos de su familia tanto a esta clínica como también a la Editorial Psicoanalítica Internacional, a lo que se refería el juego de palabras de Freud: «Los mejores casos (Fälle) del análisis son las pieles (Felle) del viejo Eitingon.»

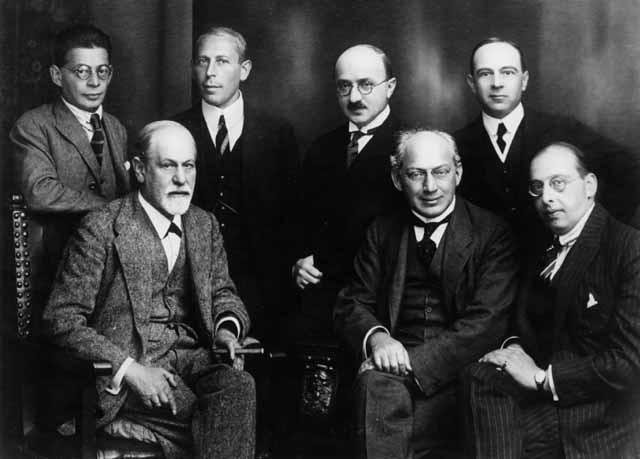
De izq. a der. sentados: Sigmund Freud, Sándor Ferenczi, Hanns Sachs. De pie: Otto Rank, Karl Abraham, Max Eitingon, Ernest Jones. 1922

Del policlínico surgió el Instituto Psicoanalítico de Berlín. En 1923, Eitingon hizo aportes importantes para el establecimiento de directrices de formación en el instituto, el primero en el mundo en ofrecer una formación estructurada y basada en tres pilares:
- el psicoanálisis didáctico,
- la formación teórica mediante seminarios estructurados abordando los temas centrales de la teoría y
- la práctica de la técnica psicoanalítica con supervisión y presentación de los casos tratados por el candidato durante el período de formación.

A sugerencia de Simmel, en 1924 y bajo la presidencia de Eitingon se fundó un comité que elaboró propuestas de directrices internacionalmente válidas para la formación psicoanalítica. Estas recomendaciones alcanzaron validez general en el IX. Congreso Internacional de Bad Homburg vor der Höhe, en 1925. Eitingon fue elegido presidente de la comisión internacional de enseñanza, cargo que ocupó hasta su muerte.
Después de haber tenido que huir de los nazis, se estableció en Palestina, donde fundó la Unión Psicoanalítica de Palestina. Eitingon mantuvo contacto con Freud y aún después de 1933 lo visitó repetidas veces en Viena.

## Obra
- 'Genie, Talent und Psychoanalyse', Zentralblatt für Psychoanalyse 2 (1912) 539-540
- 'Gott und Vater', Imago 3 (1914), 90-93
- 'Ein Fall von Verlesen', Internationale Zeitschrift für Psychoanalyse 3 (1915), 349-350
- 'Zur psychoanalytischen Bewegung', Internationale Zeitschrift für Psychoanalyse 8 (1922), 103-106
- 'Report of the Berlin Psychoanalytical Polyclinic', Bull. of the International Psychoanalytical Assoc. 4 (1923), 254
- 'Concluding remarks on the question of lay analysis', International Journal of Psycho-Analysis 8 (1927), p. 399-401
- 'Report of Marienbad Congress', International Journal of Psycho-Analysis 18 (1937), p. 351
- 'In the Dawn of Psychoanalysis', in M. Wulff (ed.) Max Eitingon: in memoriam, Jerusalem: Israel Psychoanalytic Society, 1950

### Correspondencia con Freud
- Sigmund Freud - Max Eitingon. Correspondance 1906-1939, trad.: Olivier Mannoni, Ed.: Hachette, 2009, ISBN 2012357490
- Sigmund Freud, Max Eitingon. "Briefwechsel 1906-1939", ed. Diskord, 2004, (en alemán) ISBN 389295741X

## Literatura (por orden cronológico)

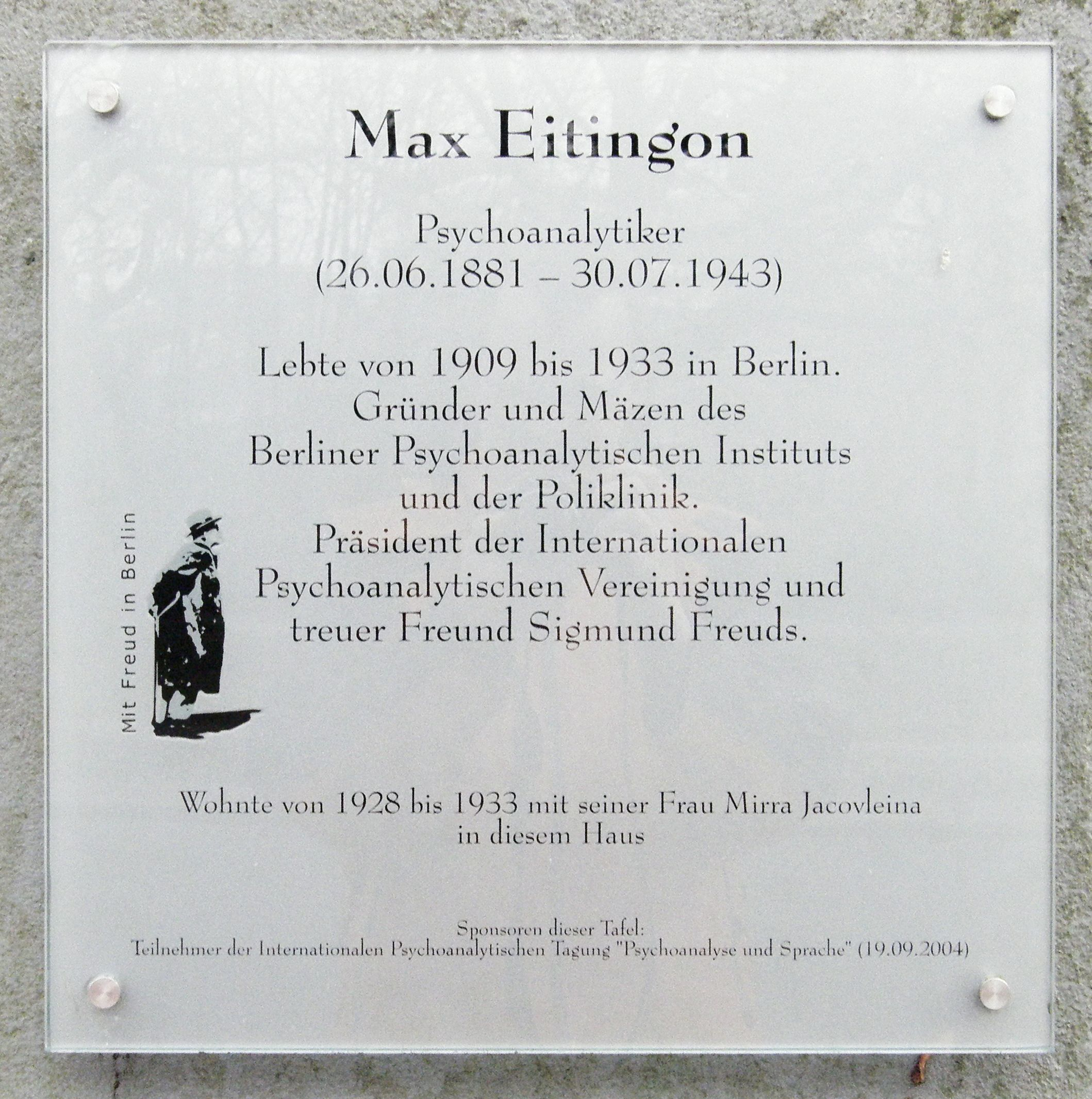
Placa conmemorativa Max Eitingon. Altensteinstraße 26, Berlin-Lichterfelde.

- Eitingon, Max: "Mitteilungen aus dem Berliner Institut" In: Intern. Z. Psya. 8, pp. 107, 393, 508, 1922
- Eitingon, Max: "Sitzung der Internationalen Unterrichtskommission" In: Intern. Z. Psya. 15, 1929
- Zehn Jahre Berliner Psychoanalytisches Institut : (Poliklinik und Lehranstalt) / eds. v.d. Dt. Psychoanalyt. Gesellschaft. Mit e. Vorw. v. Sigmund Freud, Viena : Internationaler Psychoanalytischer Verlag, 1930
- Israel Psycho-Analytical Society, Max Eitingon in memoriam, Jerusalem 1950
- Regine Lockot, Erinnern und Durcharbeiten : zur Geschichte der Psychoanalyse und Psychotherapie im Nationalsozialismus, Frankfurt am Main : Fischer-Taschenbuch-Verlag, 1985
- Neiser, Emil Michael Johann, Max Eitingon ; Leben und Werk, Dissertation Universität Mainz 1978
- Gerhard Wittenberger, Das "Geheime Komitee" Sigmund Freuds : Institutionalisierungsprozesse in der "psychoanalytischen Bewegung" zwischen 1912 und 1927, Tübingen : Ed. diskord, 1995
- Sigmund Freud, Max Eitingon: "Briefwechsel 1906-1939", ed. Diskord, 2004, ISBN 3-89295-741-X